# Ордынская, Ирина Николаевна
Ири́на Никола́евна Орды́нская (род. 26 июля 1960, город Таганрог, Россия) — русский писатель, драматург, публицист. Создатель и главный редактор журнала-библиотеки «Эхо Бога».
Автор книг, пьес и сценариев о русских святых, святых царственных страстотерпцах, новомучениках Русской церкви. Имеет награды издательского совета Московского патриархата. Награждена «Золотым Витязем» — высшей наградой Международного форума Золотой Витязь. Член Союза писателей России, член Союза журналистов России, член Национальной Ассоциации Драматургов.

## Биография
Родилась 26 июля 1960 года в городе Таганроге, Ростовской области. Окончила в 1982 году с отличием Таганрогский радиотехнический институт им. А.М. Калмыкова по специальности «электрогидроакустика и ультразвуковая техника». Параллельно с учёбой работала актрисой в Таганрогском драматическом театре им. А. П. Чехова. После окончания института жила в Донбассе в городе Донецке. Работала в вычислительных центрах различных научных учреждений, была удостоена премии на республиканском конкурсе программистов.
С 1990-х годов занимается литературной деятельностью, в 1994 году поступила в Литературный институт имени А. М. Горького.  Публикуется с 1996 года. Повести, рассказы и эссе публиковались на страницах литературных журналов «Литературная учёба», «Москва», «Радуга», «Юность», «Другие берега», «Сибирские огни», «Наш современник», «Невский альманах», «Алтай» и др. В 1999 году окончила Литературный институт имени А. М. Горького, мастерскую прозы Владимира Викторовича Орлова.
Как журналист сотрудничала с рядом журналов и газет, среди них «Моя Москва», «Популярная психологиЯ», «Работа и зарплата», «Образование и карьера», «Аргументы и факты», «Домашний очаг», «Вкусно и полезно», «Вести Союза архитекторов России», «Архитектура. Строительство. Дизайн», рядом энциклопедий.
С 2005 по 2015 год была руководителем литературного объединения «Алый парус», главным редактором альманаха «Алый парус». С 2005 по 2016 год возглавляла медиацентр и преподавала спецкурс журналистики и литературного творчества в Центре образования им. А.Д.Фридмана. В 2011 году сотрудничала с Русским духовным театром «Глас». В 2013-2014 годах была создателем и куратором Всероссийского юношеского поэтического конкурса «Поэзия Шекспировской весны». В 2014 году также являлась куратором номинации «Где правда?» Международного литературного конкурса «Дом Романовых — судьба России».
Является автором литературного сценария литературно-музыкальной композиции «Восхожденiя» к 100-летию со дня гибели Царской семьи, премьера которой состоялась 17 июля 2018 года в Москве в концертном зале им. Чайковского и транслировалась в прямом эфире телеканала «Культура».
Принимала участие как спикер в работе над документальным фильмом Елены Николаевны Чавчавадзе «Новомученики», премьера которого состоялась 28 декабря 2018 года. Принимала участие в культурных проектах Русской Православной Церкви: в России – Бехтеевских чтениях в Воронеже (2018), посвящённых 100-летию гибели царской семьи, литературных чтения «Российские поэты и писатели о православии» в Серафимо-Дивеевском монастыре (2018) и др., и за рубежом – в программе «Русские писатели в Средней Азии» (грант фонда «Православная инициатива-2018»), Рождественских чтениях в Кишинёве (2019), встречах с православными читателями в Беларуси, Испании, Непала и т.д.
С 2018 года сотрудничала с телеканалом «СПАС», участвовала в передачах, посвящённых святой императрице-мученице Александре Федоровне, святой преподобномученице великой княгине Елизавете Федоровне, святой блаженной Ксении Петербуржской, святой праведной Матроне Московской. В 2018 году на телеканале «Анна-ньюс» вышла специальная передача о книге «Отречение» с рассказом о царственных страстотерпцах. На телеканале «Союз»: в программе «У книжной полки» вышли передачи о книгах «Матронушка»,«Монахини», «С Матронушкой», «Наследник»; и передача «Литературный квартал» — «Писатель Ирина Ордынская».
В 2019 году стала председателем жюри литературного конкурса «Рождественское чудо» имени святого блаженного Павла Таганрожского. Была выдвинута на соискание Патриаршей литературной премии имени святых равноапостольных Кирилла и Мефодия. В 2021 году стала организатором и координатором Международного конкурса современной духовной художественной литературы «Молитва». В 2022 году вручена «Наградная брошь» «Елисаветинско-Сергиевского просветительского общества» за существенный вклад в дело увековечивания памяти Царской Семьи.
В настоящее время живёт в Москве.

## Книги
- «Повести и рассказы» — 1999. Издательство «Кассиопея»
- «Ангельский чин» — 2005. Издательство «Лепта»[31]
- «Святая Блаженная Ксения Петербургская» — 2010. Издательство «Лепта»[32]
- «Отречение» — 2013. Издательство «Вече»[33]
- «Игумен Сергий» — 2014. Издательство «Лепта»[34]
- «Святой Иерусалим» — 2017. «Эхо Бога»[35]
- «Матронушка» — 2019. Издательство «Рипол-Классик»[3]
- «Монахини» — 2020. Издательство «Вольный странник»[36]
- «С Матронушкой» — 2021. Издательство «Вольный странник»[37]
- «Наследник» — 2021. Издательство Сретенского монастыря[38]
- «Святая Царская семья» — 2021. Серия «ЖЗЛ», издательство «Молодая гвардия»[39]
- «Святая Царская семья» — 2021. «Вне серии», издательство «Молодая гвардия»[40]
- «Miresele lui Hristos» — 2022. Editura «Sophia». București[41]
- «Sfânta Matrona» — 2023. Editura «Sophia». București[42]
- «Матрона Московская» — 2024. Серия «ЖЗЛ», издательство «Молодая гвардия»[43]
- «Матрона Московская» — 2024. «Вне серии», издательство «Молодая гвардия»[44]

## Пьесы
- «Игумен Сергий» — 2002
- «Чат в поднебесной сети» — 2004
- «Блаженная» — 2012
- «Миллион роз» — 2019[45]
- «Подарки к Новому году» — 2024[46][47]

## Журнальные публикации
- Рассказы «Снег на Белой Руси» и «Надежда» — 1996. «Литературная учёба»
- Повесть «Костя Агашов» — 1997. «Тени странника»
- Рассказ «Беззащитность» — 1998. «Радуга»
- Повесть «Караван из Мицраима» — 1998. «Литературная учёба», кн. 4-5-6
- Эссе «В защиту духовности» — 1999. «Юность» 1-2, 1999
- Эссе «Современное литературное пространство как постплатоновское пространство», сборник «Страна философов» Андрея Платонова (к 100-летию со дня рождения Андрея Платонова) — 1999. ИМЛИ, «Наследие»
- Рассказ «Движение» — 2000. Альманах «Вёрсты»
- Эссе «Напишите мне «Анну Каренину» — 2001. «Юность»
- Повесть «Пустынник» — 2001. «Москва»
- Рассказ «Параноидальный срез» — 2002. «Юность»
- Эссе «Возрождение православной литературы как часть русской миссионерской традиции» — 2005. Сборник издательства «Лепта»
- Повесть «Архетип Вотана» — 2007. «Другие берега»
- Повесть «Архетип Вотана» — 2007. «Сибирские огни»[48]
- Эссе «Пути подлинной свободы» — 2013. «Наш современник»[49]
- Сборник «Преподобный Сергий Радонежский в исторических судьбах России» — 2014. Издательство «Лепта»
- Рассказ «Пути Господни» — 2016. «Невский альманах»
- Эссе «Возвращение первоначальных смыслов» — 2018. «Наш современник»[50]
- Эссе «Мой Год памяти царственных страстотерпцев» — 2019. «Душанбинский альманах»
- «Монахини (глава из рукописи)» — 2019. Сборник «Тайны воскресения», издательство «Вольный странник»
- Рассказ «Пути Господа» — 2020. «Литсоты»[51]
- «Город миллиона роз». Пять женских монологов с линии огня» — 2020. «Алтай»[52]
- Отрывок из исторического романа «Монахини» — 2021. «Правчтение»[53]
- «Город миллиона роз» — 2022. «Наш современник»[54]
- «Книга о дружбе народов» — №3 2025, стр. 152-153. «Невский альманах».[55]
- Отрывок из романа «Паломник»:  «Истины Георгия-Гоши» -  19.02.2025. «Правчтение».[56]
- Отрывок из романа «Паломник»:  «Безгрешность Оптиной пустыни. Часть первая» - 05.03.2025. «Правчтение».[57]
- Отрывок из романа «Паломник»:  «Безгрешность Оптиной пустыни. Часть заключительная» - 18.03.2025. «Правчтение». [58]

## Литературные награды
- Победитель Международного литературного форума «Славянская лира-2014» (Белоруссия, 2014)[12]
- Бронзовый Витязь Международного литературного форума «Золотой Витязь» (2014)[59]
- Специальный приз Издательского Совета Патриархии Русской Православной Церкви «Дорога к Храму» (2014)[4]
- Золотой диплом — I место Международного конкурса «Лучшая книга года 2015» (Германия, 2015)[12]
- Победитель Международного конкурса драматургии «Историческая драма» (2016)[12]
- Золотой Витязь Международного литературного форума «Золотой Витязь» (2017)[6]
- Шорт-лист Независимого Международного конкурса современной драматургии «Исходное событие — XXI век» (2017)[60]
- Дипломант Всероссийской историко-литературной премии «Александр Невский» (2019)[61]
- Победитель конкурса современной драматургии «Время драмы» (2019)[7]
- Лауреат Международного конкурса русской драмы «Автора — на сцену!» (2019)[62]
- Лауреат конкурса «Новомученики и исповедники Церкви Русской» (2020)[63].
- Лауреат драматургического конкурса «Сила слова» (2021)[64].
- Дипломант Международного литературного фестиваля-конкурса «Русский Гофман» (2022)[65].
- Лауреат конкурса «Просвещение через книгу» Издательского Совета Патриархии (2022)[66].
- «Наградная брошь» «Елисаветинско-Сергиевского просветительского общества» за существенный вклад в дело увековечивания памяти Царской Семьи.
- Дипломант Международного литературного форума «Золотой Витязь» (2023)[67].
- Лауреат Филофеевской литературной премии (2023).
- Медаль святителя Филофея митрополита Тобольского[68].
- Лауреат Международного конкурса на лучшую детско-юношескую пьесу «Детство. Отрочество. Юность»[69].
- Финалист фестиваля-конкурса «Аванпост» (2025). [70].

## Интервью
- «Давай полетаем». — «Литературная газета» №48, 2008 г. Интервью главного редактора альманаха «Алый парус» Ирины Ордынской[15]
- «У каждого свой Иерусалим». — «Православие.ФМ», 28.09.2017. Интервью с Ириной Ордынской как победительницей Международного литературного форума «Золотой Витязь»[71]
- «Я пишу о святых, чтобы приблизить нас к ним». — «Юг православный», сентябрь 2017, №9. Интервью с Ириной Ордынской[1]
- «Мне интересно рассказать, как человек приходит к вере». — «Новый таганрогский курьер», 14.06.2018. Интервью c Ириной Ордынской[72]
- «Рождественская встреча». — Газета «Логос-пресс» (Молдова), 25.01.2019. Интервью с Ириной Ордынской и рассказ о Рождественских чтениях в Кишинёве[73]
- «Для меня вера – это радость!». — Таганрогское благочиние, июль 2019. Интервью с Ириной Ордынской[74]
- «Когда вся жизнь — поэзия». — Журнал русской словесности «СОТЫ», 26.07.2020. Интервью с Ириной Ордынской[75]
- «Вера – это свет и радость!». — Газета «Таганрогская правда», 12.09.2020. Интервью с Ириной Ордынской[76]
- Интервью к 60-летию Ирины Ордынской. — Таганрогское благочиние, 13.09.2020. Интервью с Ириной Ордынской[77]
- «Монахи – удивительные люди, они уже на Земле принимают на свои плечи ангельский чин!». — Таганрогское благочиние, 26.11.2020. Интервью с Ириной Ордынской[78]
- «Нужно поддерживать и объединять литераторов, для которых поиск Божьего в этом мире самое главное…». — «Правчтение», 10.06.2021. Интервью в рубрике «Разговор с профессионалом»[79]
- «Ирина Ордынская: «Понимаю слово как библейскую истину». — Ревизор.ру, 03.08.2021[80]
- «Ирина Ордынская: «Мир может существовать в гармонии, только когда в нём есть вера в Бога…». — Таганрогское благочиние, 30.09.2021. Интервью с Ириной Ордынской[81]
- «Наш город особенный, и недооценённый». — Газета «Таганрогская правда», №121, 8-14 октября 2021, стр. 10. Интервью с Ириной Ордынской.
- «Православная писательница Ирина Ордынская побывала в Туме». — Газета «Новая Мещера», 09.11.2021[82]
- Интервью с Ириной Ордынской. — Первое интернет-телевидение  Тюменской области, передача «Литературные встречи», 19.10.2023[83].
- Интервью Ирины Ордынской: «Вера согревает душу» — ВГТРК «Курск», 14.07.2023[84].
- «Творчество сродни чуду». — Газета «Таганрогская правда», 19.05.2024. Интервью с Ириной Ордынской[85].
- Антон Сахновский: Ирина Ордынская: «Дружба Таганрога и ЖЗЛ – прекрасна!». — Таганрогское благочиние, 30.07.2024[86].
- «Мне очень хотелось рассказать о Матронушке всем людям, особенно тем, кто ещё ничего о ней не знает»». — Портал «Традиция» (Молдова), 09.11.2024. Интервью с Ириной Ордынской о её книге в серии ЖЗЛ «Матрона Московская»[87].
- «Есть люди для которых судьба России важнее, чем собственная. Это и есть настоящий патриотизм». интервью московского драматурга Ирины Ордынской. — сайт «Reагентка», апрель 2025.[88].
- «Для любой Победы нужна помощь Божья»: жизнеописатель Матроны Московской объяснила, насколько важна неустанная молитва за воинство». — газета «Московский комсомолец», 08.05.2025.[89].

## Телевизионные и радио программы
- Передача «У книжной полки». Выпуск о книге Ирины Ордынской «Матронушка». — Телеканал «Союз»[28]
- Передача «До самой сути». — Телеканал «СПАС»[90]
- Передача «Завет». — Телеканал «СПАС»
- Передача «ПРЯМОЙ ЭФИР». — Телеканал «СПАС».
- Документальный фильм Елены Чавчавадзе «Новомученики». — Телеканал «СПАС»[21]
- Сюжет на канале издательства «Вольный странник». — Игумен Савва (Комаров) об историческом романе «Монахини»[91]
- Передача «Ирина Ордынская. «Наследник» — исторический роман о цесаревиче Алексее». — Канал «Российская империя в эпоху правления императора Николая II»[92]
- Передача «Прямой эфир». Сергей Комаров - публицист и катехизатор и писатель Ирина Ордынская - книга «Наследник». — Радио «Радонеж», 11.12.2021[93]
- Передача «Беседа с писателем И.Н. Ордынской о книге, недавно вышедшей в серии ЖЗЛ, которая называется "Святая царская семья"». — Радио «Радонеж», 29.12.2021[94]
- Передача «У книжной полки» (о книге Ирины Ордынской «Монахини»). — Телеканал «Союз», 01.03.2022[95]
- Передача «У книжной полки» (о книге Ирины Ордынской «С Матронушкой»). — Телеканал «Союз», 08.03.2022[96]
- Передача «Слово книжное». Беседа с писательницей Ириной Ордынской о её новом романе «Наследник». — Радио «Радонеж», 05.03.2022[97]
- Передача «Литературный квартал». Писатель Ирина Ордынская. Часть 1. — Телеканал «Союз», 21.03.2022[98]
- Передача «Литературный квартал». Писатель Ирина Ордынская. Часть 2. — Телеканал «Союз», 28.03.2022[99]
- Передача «Аудиокнига». «Наследник. Исторический роман о цесаревиче Алексее». — Радио «Образ», сентябрь-декабрь 2022 года (43 передачи)[100]
- Передача «У книжной полки» (о книге Ирины Ордынской «Наследник»). — Телеканал «Союз», 11.08.2022[101]
- Интервью с Ириной Ордынской о книге «Наследник». — Сайт Сретенского монастыря, 21.07.2022[102]
- Передача «Вечер воскресенья». «Вера и творчество. Почитание Царской семьи». Ирина Ордынская. — Радио «Вера», 10.11.2024[103]
- Передача «Литературный квартал». Ирина Ордынская. Часть 1. — Телеканал «Союз», 16.12.2024[104]
- Передача «Литературный квартал». Ирина Ордынская. Часть 2. — Телеканал «Союз», 23.12.2024[105]
- Видеосюжет на сайте «Лучинка» о книге Ирины Ордынской «Матрона Московская» ЖЗЛ, 25.04.2025[106]

## Отзывы и рецензии
- Борис Тарасов: «Душеспасительное паломничество». О книге Ирины Ордынской «Святой Иерусалим». — Издательский совет Русской Православной Церкви, 02.05.2017[107]
- Наталья Лясковская: «Если душа готова…». О книге Ирины Ордынской «Святой Иерусалим». — «Литературная газета» № 34, 2017[108]
- Борис Тарасов: «Матрона Московская и сейчас утешает всех приходящих к ней». О книге Ирины Ордынской «Матронушка». — Издательский совет Русской Православной Церкви, 20.02.2019[109]
- Людмила Вязмитинова: «Чудо, доступное каждому». О книге Ирины Ордынской «Матронушка». — «Московский литератор» №4, 2019г[110]
- Иеромонах Иоасаф (Петровых). О романе «Матронушка». — Журнал «Русское поле» и журнал «Молоко» №3, 2019[111]
- Елена Кукина: «Матронушка и другие». О книге Ирины Ордынской «Матронушка». — Журнал «Гостиная» (США)[112]
- Священник Владимир Русин: «Житие инокинь в безбожном мире. О романе Ирины Ордынской «Монахини». — Журнал «Монастырский вестник», 06.12.2020[113]
- Людмила Семёнова: «О смирении и потаённой радости». — Издательский совет Русской Православной Церкви, 11.12.2020[114]
- Наталья Лясковская: «Много раз погибать, но не погибнуть». — Журнал «Молоко» №2, 2021[115]
- Сергей Арутюнов: Из книг Ирины Ордынской. — Правчтение, 21.07.2021[116]
- Светлана Рыбакова: «Не стоит город без святого» («С Матронушкой. Роман-притча»). — Сайт Московского Сретенского монастыря, 07.03.2022[117]
- Ирина Ордынская: «Это особое чувство – писать о реальных людях» (+ВИДЕО). Презентация книг «С Матронушкой» и «Монахини». — Православие.ру, 13.04.2022[118]
- Светлана Рыбакова: «Небесный Ангел Алексий». — Сайт Московского Сретенского монастыря, 19.03.2022[119]
- Лора Веверица: «Невесты Христовы: посреди безбожного мира!». — Портал православных журналистов и блогеров Молдовы «Традиция», 17.03.2023[120]
- Митрополит Калужский и Боровский Климент: «Наследник». — Сайт Рождества Пресвятой Богородицы Свято-Пафнутиева Боровского мужского монастыря, 18.11.2022[121]
- Светлана Рыбакова: «Небесный Ангел Алексий». Несколько слов о романе Ирины Ордынской «Наследник». — Альманах «Литературные встречи» №1, 2023
- Антон Сахновский: «Ирина Ордынская представила землякам свою «Матрону Московскую». — Газета «Юг православный», май-июнь 2025 года, стр. 28.[122]